# Мијаковце
Мијаковце је насеље у Пољаници, град Врање у Пчињском округу. Од центра Власа удаљено је око 8 км, а припада Месној заједници Големо Село. Према попису из 2022. било је 5 становника (према попису из 1991. било је 73 становника).

## Опис села
Мијаковце се налази на десној страни Мијаковачке реке (Беривојштице), између села Тумба (на северу), Студена (на западу) и Крушева Глава (на југу) и врха Лисац (1345 м), једног од врхова Кукавице (на истоку). У село се стиже најлакше из Големог Села, слабијим путем уз Беривојштицу (Мијаковачку реку), а нешто теже преко села Студена или планинским путем из села Крушева Глава.
Некада је село било збијеног типа, смештено на левој страни долине Јасиче, на месту званом „Киде ораси“. Сада је разбијеног типа, без посебно изражених махала, ма да се условно могу издвојити Лешчанска, Ливадска и махала Рекари. По предању, на местима Лазине, Чукар и Габар постојала су стара,"латинска“ гробља, а на месту старог селишта мештани су налазили остатке металног оруђа и прибора.
Најстарије породице су: Црцинци (доселили из Кацапуна), од којих порекло воде Ристинци и Шарковци; Петровићи или Дупљанци (из Стрешка); Јовановићи (из Десивојца); Лазаревићи или Калуђерчани (из Калуђерца); Доганци (из Крушеве Главе) и Гмитровци или Рдовчани (из Рдова).
С обзиром да се налази испод високих врхова Кукавице, село има хладнију климу у односу на друга села Пољанице и овде се јављају први јесењи снегови бар недељу дана раније него у остала села. Има доста извора здраве пијаће воде, од којих су познати они у Ливадама, Оскоруши, Риду, Селишту, Код врбе, Јабучини, Мало јасиче, и Курварић.
Становништво се бави ратарством, ма да је земља слабог квалитета. Има квалитетних пашњака и ливада па је веома погодно за сточарство. Око села има доста храстове шуме, а у мањој мери букове, габрове и јасикове. У новије време развијена је горосеча и производња дрвеног угља (ћумура).
Сеоска слава, крсте или литије је Св. Лазар.

## Демографија
У насељу Мијаковце живи 37 пунолетних становника, а просечна старост становништва износи 64,4 година (60,9 код мушкараца и 67,7 код жена). У насељу има 17 домаћинстава, а просечан број чланова по домаћинству је 2,18.
Ово насеље је у потпуности насељено Србима (према попису из 2002. године).
|  |

| Демографија | Демографија | Демографија |
| Година      | Становника  | Становника  |
| ----------- | ----------- | ----------- |
| 1948.       | 198         |             |
| 1953.       | 207         |             |
| 1961.       | 199         |             |
| 1971.       | 142         |             |
| 1981.       | 115         |             |
| 1991.       | 73          | 73          |
| 2002.       | 37          | 37          |
| 2011.       | 22          |             |

| Етнички састав према попису из 2002.‍ | Етнички састав према попису из 2002.‍ | Етнички састав према попису из 2002.‍ | Етнички састав према попису из 2002.‍ | Етнички састав према попису из 2002.‍ |
| ------------------------------------ | ------------------------------------ | ------------------------------------ | ------------------------------------ | ------------------------------------ |
|                                      |                                      |                                      |                                      |                                      |
| Срби                                 | Срби                                 |                                      | 37                                   | 100,0%                               |
| непознато                            | непознато                            |                                      | 0                                    | 0,0%                                 |

| Година пописа     | 1948. | 1953. | 1961. | 1971. | 1981. | 1991. | 2002. |
| ----------------- | ----- | ----- | ----- | ----- | ----- | ----- | ----- |
| Број домаћинстава | 29    | 31    | 32    | 29    | 27    | 22    | 17    |

| Број чланова      | 1 | 2 | 3 | 4 | 5 | 6 | 7 | 8 | 9 | 10 и више | Просек |
| ----------------- | - | - | - | - | - | - | - | - | - | --------- | ------ |
| Број домаћинстава | 4 | 7 | 5 | 1 | 0 | 0 | 0 | 0 | 0 | 0         | 2,18   |

| Пол    | Укупно | Неожењен/Неудата | Ожењен/Удата | Удовац/Удовица | Разведен/Разведена | Непознато |
| ------ | ------ | ---------------- | ------------ | -------------- | ------------------ | --------- |
| Мушки  | 18     | 3                | 11           | 3              | 1                  | 0         |
| Женски | 19     | 1                | 11           | 6              | 1                  | 0         |
| УКУПНО | 37     | 4                | 22           | 9              | 2                  | 0         |

| Пол    | Укупно                    | Пољопривреда, лов и шумарство | Рибарство                            | Вађење руде и камена | Прерађивачка индустрија       |
| ------ | ------------------------- | ----------------------------- | ------------------------------------ | -------------------- | ----------------------------- |
| Мушки  | 11                        | 8                             | 0                                    | 0                    | 3                             |
| Женски | 11                        | 10                            | 0                                    | 0                    | 0                             |
| УКУПНО | 22                        | 18                            | 0                                    | 0                    | 3                             |
| Пол    | Производња и снабдевање   | Грађевинарство                | Трговина                             | Хотели и ресторани   | Саобраћај, складиштење и везе |
| Мушки  | 0                         | 0                             | 0                                    | 0                    | 0                             |
| Женски | 0                         | 0                             | 0                                    | 0                    | 0                             |
| УКУПНО | 0                         | 0                             | 0                                    | 0                    | 0                             |
| Пол    | Финансијско посредовање   | Некретнине                    | Државна управа и одбрана             | Образовање           | Здравствени и социјални рад   |
| Мушки  | 0                         | 0                             | 0                                    | 0                    | 0                             |
| Женски | 0                         | 0                             | 0                                    | 0                    | 0                             |
| УКУПНО | 0                         | 0                             | 0                                    | 0                    | 0                             |
| Пол    | Остале услужне активности | Приватна домаћинства          | Екстериторијалне организације и тела | Непознато            | Непознато                     |
| Мушки  | 0                         | 0                             | 0                                    | 0                    | 0                             |
| Женски | 0                         | 0                             | 0                                    | 1                    | 1                             |
| УКУПНО | 0                         | 0                             | 0                                    | 1                    | 1                             |